# Michael Masini
Michael Masini, född i Summit, New Jersey, är en amerikansk skådespelare.
Masini har bland annat medverkat i TV-serierna Dynasty från 2018 och High Desert 2023. Han har även medverkat i filmerna Blonde från 2022 och Birds of Prey från 2020.

## Filmografi (i urval)
- 2018: Dynasty
- 2020: Birds of Prey
- 2022: Blonde
- 2023: High Desert